# デイビッド (ファッションモデル)
デイビッド（1982年3月6日 - ）は男性ファッションモデル。埼玉県出身。BARK IN STYLE所属。日本とチリのハーフ。NEW FASHION RULESという団体をメンズモデル数人で立ち上げ、ボランティア活動を行っている。
趣味はサッカー、ゲーム。

## 雑誌
- Men's JOKER
- SeSame
- POPEYE
- MEN'S NON-NO
- smart
- Samurai magazine
- STREET JACK
- WOOFIN'
- BOON
- COOL TRANCE
- Men’s FUDGE

## ショー
- ルイ・ヴィトン
- garconshinois （東京コレクション）
- THEATRE PRODUCTS （東京コレクション）
- DIESEL
- puma